# Осувка (Люблінське воєводство)
Осувка (пол. Osówka) — село в Польщі, у гміні Нємце Люблінського повіту Люблінського воєводства.
Населення — 230 осіб (2011).
У 1975-1998 роках село належало до Люблінського воєводства.

## Демографія
Демографічна структура станом на 31 березня 2011 року:
|          | Загалом | Допрацездатний вік | Працездатний вік | Постпрацездатний вік |
| -------- | ------- | ------------------ | ---------------- | -------------------- |
| Чоловіки | 101     | 18                 | 74               | 9                    |
| Жінки    | 129     | 29                 | 69               | 31                   |
| Разом    | 230     | 47                 | 143              | 40                   |